# Championnat d'Algérie masculin de handball 2017-2018
Navigation
Excellence 2016-2017 Excellence 2018-2019
La saison 2017-2018 du Championnat d'Algérie masculin de handball est la 55e édition de la compétition.
Cette saison connait l'adoption de la formule d’une division Excellence à deux poules composées de huit clubs, votée en AGEX de la fédération algérienne de handball (FAHB), tenue le 07.10.2017 à Alger.

## Équipes engages
| \| MC Saïda CRBB Arreridj O El Oued ES Aïn Touta CRB N’Gaous MC Oran IC Ouargla Alger Mila · Clubs d'Alger : GS pétroliers CRB Baraki HBC El Biar Clubs de Mila: CRB Mila C Chelghoum Laïd MB Tadjenanet Clubs de Skikda: JSE Skikda CR El Arrouch · \| Localisation des clubs engagés dans le championnat. |
| MC Saïda CRBB Arreridj O El Oued ES Aïn Touta CRB N’Gaous MC Oran IC Ouargla Alger Mila · Clubs d'Alger : GS pétroliers CRB Baraki HBC El Biar Clubs de Mila: CRB Mila C Chelghoum Laïd MB Tadjenanet Clubs de Skikda: JSE Skikda CR El Arrouch ·                                                           |

- Promu de Division 2

| Club                  | Classement 2017-2018 | Localisation       | Salle(s)                                   | Capacité |
| --------------------- | -------------------- | ------------------ | ------------------------------------------ | -------- |
| GS Pétroliers         |                      | Alger              | Salle Harcha Hassan                        | 7 000    |
| HBC El Biar           |                      | El Biar            | Salle Omnisports Arribi Mokhtar d' El-Biar | 2 000    |
| JSE Skikda            |                      | Skikda             |                                            |          |
| MC Saïda              |                      | Saïda              |                                            |          |
| CRB Baraki            |                      | Baraki             | Salle Mahdi Boualem à Benghazi (Baraki)    | 2 000    |
| C Chelghoum Laid      |                      | Chelghoum Laid     |                                            |          |
| ES Aïn Touta          |                      | Aïn Touta Batna    |                                            |          |
| CRB Mila              |                      | Mila               |                                            |          |
| Olympique El Oued     |                      | El Oued            |                                            |          |
| CR Bordj Bou Arreridj |                      | Bordj Bou Arreridj |                                            |          |
| CR El Arrouch         |                      | El Arrouch         |                                            |          |
| IC Ouargla            |                      | Ouargla            |                                            |          |
| MC Oran               |                      | Oran               | Palais des sports Hammou Boutlélis         | 5.000    |
| MB Tadjenanet         |                      | Tadjenanet         |                                            |          |
| ES Arzew              | Division 2           | Arzew              |                                            |          |
| CRB N’Gaous           | Division 2           | N'Gaous            |                                            |          |

## Compétition
La nouvelle formule prévoit la création d’un championnat Excellence de deux poules de huit équipes avec le déroulement de 14 matchs dans la première phase, dont les 4 premiers de chaque groupe joueront trois tournois (21 matchs) dans des villes à désigner.
Le barème de points servant à établir le classement se décompose ainsi :
- Victoire : 2 points ;
- Match nul : 1 points ;
- Défaite : 0 point ;
- Forfait et match perdu par pénalité : -1 point.

## Phase de groupes

### Groupe A
|   | Équipe            | Pts | J  | G  | N | P  | Bp  | Bc  | Diff |
| - | ----------------- | --- | -- | -- | - | -- | --- | --- | ---- |
| 1 | GS Pétroliers     | 28  | 14 | 14 | 0 | 0  | 429 | 320 | 109  |
| 2 | CRB Baraki        | 20  | 14 | 9  | 0 | 4  | 368 | 336 | 32   |
| 3 | ES Aïn Touta      | 14  | 11 | 7  | 0 | 5  | 297 | 288 | 9    |
| 4 | C Chelghoum Laïd  | 10  | 12 | 5  | 0 | 7  | 306 | 323 | -17  |
| 5 | ES Arzew          | 10  | 11 | 5  | 0 | 6  | 287 | 300 | -13  |
| 6 | HBC El Biar       | 8   | 13 | 4  | 0 | 9  | 281 | 314 | -33  |
| 7 | MB Tadjenanet     | 6   | 13 | 3  | 0 | 10 | 290 | 323 | -33  |
| 8 | Olympique El Oued | 6   | 13 | 3  | 0 | 10 | 289 | 349 | -60  |

|     | Qualification pour le Play Off  |
|     | Qualification pour le Play Down |
| (T) | Tenant du titre 2017            |
| (P) | Promu 2017                      |
| (C) | Vainqueur de la Coupe d'Algérie |

| Résultats (dom.\ext.)                                      | ESA | GSP   | HBCEB | ESAT  | CCL | OEO   | MBT | CRBB  |
| ES Arzew                                                   |     | 21-29 | -     | -     | -   | -     | -   | -     |
| GS Pétroliers                                              | -   |       | -     | -     | -   | -     | -   | -     |
| HBC El Biar                                                | -   | -     |       | 23-22 | -   | -     | -   | -     |
| ES Aïn Touta                                               | -   | -     | -     |       | -   | -     | -   | -     |
| C Chelghoum Laid                                           | -   | -     | -     | -     |     | 35-18 | -   | -     |
| Olympique El Oued                                          | -   | -     | -     | -     | -   |       | -   | -     |
| MB Tadjenanet                                              | -   | -     | -     | -     | -   | -     |     | 21-24 |
| CRB Baraki                                                 | -   | -     | -     | 27-22 | -   | -     | -   |       |
| - Victoire à domicile - Match nul - Victoire à l'extérieur |     |       |       |       |     |       |     |       |

### Groupe B
|   | Équipe                | Pts | J  | G  | N | P  | Bp  | Bc  | Diff |
| - | --------------------- | --- | -- | -- | - | -- | --- | --- | ---- |
| 1 | CR Bordj Bou Arreridj | 25  | 14 | 12 | 1 | 1  | 394 | 309 | 85   |
| 2 | JSE Skikda            | 24  | 14 | 12 | 0 | 2  | 367 | 321 | 46   |
| 3 | CRB Mila              | 15  | 14 | 7  | 1 | 6  | 322 | 299 | 23   |
| 4 | IC Ouargla            | 15  | 14 | 7  | 1 | 6  | 312 | 299 | 13   |
| 5 | MC Saida              | 11  | 14 | 5  | 1 | 8  | 298 | 297 | 1    |
| 6 | MC Oran               | 9   | 14 | 5  | 1 | 8  | 298 | 340 | -42  |
| 7 | CR El Arrouch         | 8   | 14 | 4  | 0 | 10 | 286 | 327 | -41  |
| 8 | CRB N’Gaous           | 4   | 14 | 1  | 2 | 11 | 339 | 399 | -60  |

|     | Qualification pour le Play Off  |
|     | Qualification pour le Play Down |
| (T) | Tenant du titre 2017            |
| (P) | Promu 2017                      |
| (C) | Vainqueur de la Coupe d'Algérie |

| Résultats (dom.\ext.)                                      | CRBN | CRBBA | MCO | JSES  | ICO | MCS | CRBM  | CREA  |
| CRB N’Gaous                                                |      | 26-26 | -   | -     | -   | -   | -     | -     |
| CR Bordj Bou Arreridj                                      | -    |       | -   | -     | -   | -   | -     | -     |
| MC Oran                                                    | -    | -     |     | 25-29 | -   | -   | -     | -     |
| JSE Skikda                                                 | -    | -     | -   |       | -   | -   | -     | -     |
| IC Ouargla                                                 | -    | -     | -   | -     |     | -   | -     | 21-19 |
| MC Saïda                                                   | -    | -     | -   | -     | -   |     | 22-23 | -     |
| CRB Mila                                                   | -    | -     | -   | -     | -   | -   |       | -     |
| CR El Arrouch                                              | -    | -     | -   | -     | -   | -   | -     |       |
| - Victoire à domicile - Match nul - Victoire à l'extérieur |      |       |     |       |     |     |       |       |

## Phase finale

### Play Off
Cette phase s'est déroulée sous forme de 03 mini-tournois sur 07 journées.
Elle débute avec zéro point au compteur, et le club qui totalisera le plus grand nombre de points sera déclaré champion d'Algérie à l'issue du 3e et dernier mini-tournoi (07éme journée).
|   | Équipe                | Pts | J | G | N | P | Bp | Bc | Diff |
| - | --------------------- | --- | - | - | - | - | -- | -- | ---- |
| 1 | GS Pétroliers         | 0   | 0 | 0 | 0 | 0 | 0  | 0  |      |
| 2 | CRB Baraki            | 0   | 0 | 0 | 0 | 0 | 0  | 0  |      |
| 3 | ES Aïn Touta          | 0   | 0 | 0 | 0 | 0 | 0  | 0  |      |
| 4 | ES Arzew              | 0   | 0 | 0 | 0 | 0 | 0  | 0  |      |
| 5 | CR Bordj Bou Arreridj | 0   | 0 | 0 | 0 | 0 | 0  | 0  |      |
| 6 | JSE Skikda            | 0   | 0 | 0 | 0 | 0 | 0  | 0  |      |
| 7 | CRB Mila              | 0   | 0 | 0 | 0 | 0 | 0  | 0  |      |
| 8 | IC Ouargla            | 0   | 0 | 0 | 0 | 0 | 0  | 0  |      |

|     | Qualification pour le Play Off  |
|     | Qualification pour le Play Down |
| (T) | Tenant du titre 2017            |
| (P) | Promu 2017                      |
| (C) | Vainqueur de la Coupe d'Algérie |

| Résultats (dom.\ext.)                                      | GSP | CRBB | ESAT | ESA | CRBBA | JSES | CRBM | ICO |
| GS Pétroliers                                              |     | -    | -    | -   | -     | -    | -    | -   |
| CRB Baraki                                                 | -   |      | -    | -   | -     | -    | -    | -   |
| ES Aïn Touta                                               | -   | -    |      | -   | -     | -    | -    | -   |
| ES Arzew                                                   | -   | -    | -    |     | -     | -    | -    | -   |
| CR Bordj Bou Arreridj                                      | -   | -    | -    | -   |       | -    | -    | -   |
| JSE Skikda                                                 | -   | -    | -    | -   | -     |      | -    | -   |
| CRB Mila                                                   | -   | -    | -    | -   | -     | -    |      | -   |
| IC Ouargla                                                 | -   | -    | -    | -   | -     | -    | -    |     |
| - Victoire à domicile - Match nul - Victoire à l'extérieur |     |      |      |     |       |      |      |     |

### Champion d'Algérie 2017-2018
| Champion d'Algérie masculin de handball 2017-2018 GS Pétroliers 28e titre |

## Bilan de la saison
| Tableau d'honneur de la saison 2017-2018  |                       |
| Compétition                               | Vainqueur             |
| Championnat d'Algérie                     | GS Pétroliers         |
| Supercoupe d'Algérie                      | CR Bordj Bou Arreridj |
| Coupe d'Algérie                           | ES Aïn Touta          |
| Qualifications Africaines 2018-2019       |                       |
| Compétition                               | Qualifiés             |
| Ligue des champions d'Afrique de handball | ...                   |
| Ligue des champions d'Afrique de handball | ...                   |
| Coupe d'Afrique des vainqueurs de coupe   | ...                   |
| Championnat arabe des clubs champions     | ...                   |
| Promotions et relégations                 |                       |
| Relégués en Championnat d'Algérie de D2   | ...                   |
| Relégués en Championnat d'Algérie de D2   | ...                   |
| Promu : Championnat d'Algérie de D2       | ...                   |

### Autres références
1. ↑  « Début du Championnat 2017/2018 ce Vendredi ! », sur dzhand.net, 11 octobre 2017 (consulté le 24 octobre 2017)